# روکالبنیا
روکالبنیا هي بلدة إيطالية تقع في مقاطعة غروسيتو في إقليم توسكانا،إيطاليا.